# Bjørnø
Bjørnø es una isla de Dinamarca ubicada al sur de Fionia. La isla ocupa una superficie de 1,5 km², y alberga una población de 40 habitantes. Se puede llegar a la isla tomando el ferry desde Faaborg.